# Ringwalzwerk

Schematische Darstellung eines Ringwalzwerkes (Draufsicht)

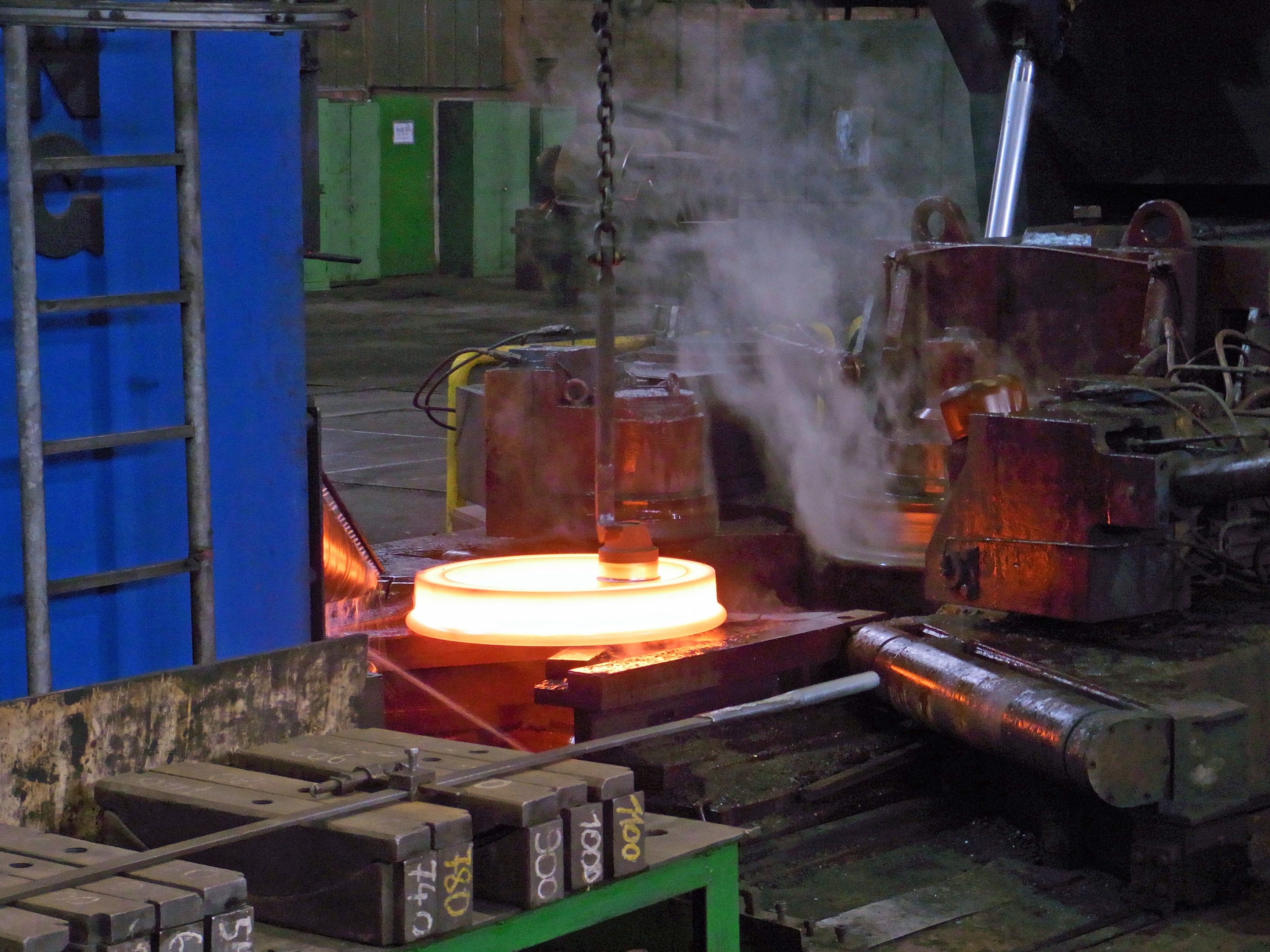
Ringwalzwerk des Bochumer Vereins mit geöffnetem Rahmen

Ein Ringwalzwerk ist ein spezielles Walzwerk, in dem Ring-Rohlinge auf ihre Endabmessungen ausgewalzt werden. Ring-Rohlinge erhält man z. B. durch Schmieden und Lochen eines Stahlblocks in einer Presse. 

## Produkte
Gewalzte Ringe werden z. B. als Radreifen oder als Lagerschalen von großen Wälzlagern benötigt und können Durchmesser von wenigen zehn Zentimetern bis zu neun Metern haben.
Weitere wichtige Produkte, die durch Ringwalzen hergestellt werden,  sind Zahnräder und Kegelräder  bzw. deren Vorprodukte.

## Funktionsweise
In einem modernen Radial-Axial-(Ring)walzwerk (RAW, umgangssprachlich Ringwalzmaschine) werden die gekrümmten Ringflächen sowie die Stirnflächen eines Ringes mittels zweier getrennter Walzspalten gewalzt: Die Ringwanddicke wird zwischen einer auf die Ringaußenseite wirkenden, angetriebenen Hauptwalze (früher "Tellerwalze") sowie einer auf die Ringinnenseite wirkenden Dornwalze gewalzt ("Radialwalzspalt"). Die Ringhöhe wird im gegenüberliegen Axialwalzspalt gewalzt. Durch die Reduktion der Wanddicke und Ringhöhe stellt sich ein tangentialer Stofffluss ein, wodurch bedingt durch die Volumenkonstanz (unter Vernachlässigung der temperaturbedingten Schrumpfung) der Ringdurchmesser zunimmt. Der Axialwalzspalt besteht aus zwei 'kegelförmigen' Walzen. Für die Höhenreduktion des Rings wird die obere Axialwalze gegen die untere Axialwalze zugestellt. Umgangssprachlich werden die Axialwalzen auch als Kegelwalzen bezeichnet. Beide Axialwalzen sind in dem Axialgerüst angeordnet. Um der Ringdurchmesserzunahme ausweichen zu können, wird das Axialgerüst radial entlang der Maschinenlängsachse positioniert. Die Maschinenlängsachse wird durch die Achse der Haupt- und Dornwalze und der Längsachse der Axialwalzen gebildet. 

Fertigungsschritte zur Ringherstellung

Zum Walzbeginn wird der Ringrohling in das Walzwerk eingelegt und der Walzwerksrahmen, der im Wesentlichen nur den Walzdorn abstützt, geschlossen. Durch die Drehzahlen der beiden Kegelwalzen und die Spannung von zwei Zentrierrollen kann die Zentrierung des Ringes im Walzwerksrahmen gesteuert werden. Durch Verwenden von profilierten Haupt-/ und Dornwalzen kann die äußere und/oder innere Ringmantelfläche profiliert werden. Beispiele sind Radreifen, Ringflansche oder Strukturringe. Neuerdings können auch axialprofilierte Ringe gewalzt werden, indem profilierte Axialwalzen zum Einsatz kommen.

## Geschichte
Ringe – insbesondere Radreifen für die aufkommende Eisenbahn – wurden zu Beginn der Industrialisierung mit Bandagenwalzwerken (Kopfwalzwerken) gewalzt, mit denen in mehreren Prozessschritten die Ringdicke- und Breite sowie die exakte Kreisform eingestellt werden musste. Die einfachste Form eines solchen Bandagenwalzwerks ist ein Duowalzwerk, bei dem die Walzen einseitig aus dem Gerüst herausragen, so dass der Ring zwischen die Walzen eingebracht werden kann. James Munton entwickelte im Jahre 1889 die heutige Grundform der Ringwalzwerke.